# Równina Niemodlińska
Równina Niemodlińska (318.55) – mezoregion fizycznogeograficzny w południowej Polsce, stanowiący południową część Niziny Śląskiej. Od zachodu i północnego zachodu graniczy z Doliną Nysy Kłodzkiej, od wschodu i północnego wschodu z Pradoliną Wrocławską, a od południa z Płaskowyżem Głubczyckim i Kotliną Raciborską.
Powierzchnia Równiny wynosi ok. 800 km².
Większą część terenu pokrywają osady piaszczyste zlodowaceń środkowopolskich. Z uwagi na słabe gleby obszar ten porastają kompleksy leśne Borów Niemodlińskich.
Mikroregiony Równiny Niemodlińskiej
- Wysoczyzna Niemodlińska
- Wał Niemodliński
- Obniżenie Niemodlińskie

Mikroregiony Równiny Niemodlińskiej wg Krzysztof Badory
- Wał Niemodliński
- Obniżenie Tułowickie
- Dolina Środkowej i Dolnej Ścinawy Niemodlińskiej
- Równina Dąbrowska
- Obniżenie Wytoki
- Wysoczyzna Niemodlińska
- Garb Winowski
- Dolina Dolnej i Środkowej Białej
- Równina Mosznej
- Dolina Dolnej Osobłogi